# 焦特布爾縣
焦特布爾縣是印度的一個縣，位於該國西北部，由拉賈斯坦邦負責管轄，面積22,850平方公里，識字率為67.09%，2011年人口3,685,681，人口密度每平方公里161人。

## 外部連結
- Jodhpur district Official website
- Jodhpur district
- Jodhpur Map （页面存档备份，存于）

26°16′50″N 73°00′57″E / 26.28056°N 73.01583°E